# Herwig Gradischnig
Herwig Gradischnig (* 18. Dezember 1968  in Bruck an der Mur) ist ein österreichischer Jazzsaxophonist.

## Leben
Herwig Gradischnig ist der Sohn des gleichnamigen Lehrers und Robert-Musil-Forschers Herwig Gradischnig (* 1944). Er studierte Saxophon an der Anton Bruckner Privatuniversität in Linz und an der Universität für Musik und darstellende Kunst in Graz.
Seit 1993 ist Gradischnig Mitglied des Vienna Art Orchestra. Daneben trat er u. a. mit der Jazz Big Band Graz, der EBU Big Band, der NDR Bigband, dem Jazzorchester Regensburg, dem Jazzorchester Würzburg, dem LA Concert Jazz Orchestra, der Richard Oesterreicher Bigband, der Blue Note Bigband, der Pepe Lienhard Bigband, dem European Jazzorchestra und der Gruppe Nouvelle Cuisine auf.
Als Sideman spielt/spielte Gradischnig mit Musikern wie Hannibal Marvin Peterson, Ingrid Jensen, Benny Bailey, Rob Bargad, Garry Dial, Kenny Wollesen, Fritz Pauer, Karl Ratzer, Kent Carter, Howard Curtis, Jimmy Cobb, John Swana, Marianne Mendt, Marc Abrams, Paulo Cardoso, Adrian Mears, Mario Gonzi, Andy Scherrer, Bill Carrothers, Johannes Enders, Christian Havel, Joris Dudli, Manny Duran, Wolfgang Puschnig, Matthieu Michel, Yves Robert, Michel Godard, Jean-Paul Céléa, Karl Prosenik, Alexander Fischer, Joschi Schneeberger und Heiri Känzig.
1998 erhielt er den Hans-Koller-Preis in der Kategorie Newcomer des Jahres.
Ab Anfang der 2000er Jahre leitete Gradischnig verschiedene eigene Projekte, darunter Fine Four, Joinville (mit Adrian Mears, Oliver Kent, Marc Abrams und Mario Gonzi), das Quartett Playing Deep (mit Kent, Abrams und Gonzi), Ghost Trio (mit Matthias Pichler und Klemens Marktl), Organic Mode (mit John Swana, Rob Bargad und Klemens Marktl) und The Engrad (mit Johannes Enders, Thomas Stabenow und Howard Curtis).
Mit dem Duo-Album Day Dream mit dem Pianisten Oliver Kent gewann er 2004 den Hans-Koller-Preis für das Album des Jahres.
Er unterrichtet auf der JAM MUSIC LAB – Privatuniversität für Jazz und Popularmusik Wien.

## Diskografie
- 5 Moons Around Venus mit Ingrid Jensen, Oliver Kent, Christian Salfellner, 1994
- We Three mit Marc Abrams und Christian Salfellner, 2000
- Day Dreams mit Oliver Kent, 2004
- Herwig Gradischnig’s Ghost Trio, mit Matthias Pichler und Klemens Marktl, 2008
- Herwig Gradischnig’s Fine Four, mit Christian Havel, Milan Nikolic und Klemens Marktl, 2010
- Ohr-Geld Rio, mit Daniel Nösig, Christian Havel, Mario Gonzi und Rob Bargad, 2011
- Gradischnig / Steve Fishwick / Claus Raible / Giorgos Antoniou / Matt Home: Mo Is On: The Music of Elmo Hope Vol  2 (Trio Records, 2019)